# Mítovský potok
Mítovský potok je levostranný přítok říčky Bradavy v okrese Plzeň-jih v Plzeňském kraji. Délka toku činí 9,3 km. Plocha povodí měří 32,5 km².

## Průběh toku
Potok pramení severovýchodně od Chynína, v lesích Jižních Brd, v nadmořské výšce okolo 675 m. Na horním toku směřuje převážně na severozápad k obci Nové Mitrovice, východně od níž zadržuje jeho vody rybník Drahota. V samotné obci spolu s Dožínským potokem napájí rybník Kolářík a níže po proudu další dvě vodní plochy. Od Nových Mitrovic směřuje potok dále na severozápad, protéká Mítovem, pod nímž teče okolo stejnojmenného kamenolomu a krátce i samotným areálem v jeho jihozápadní části. Odtud proudí dále na sever až severozápad zalesněnou krajinou ke vsi Hořehledy. Na dolním toku se po obou jeho březích rozprostírá přírodní památka Hořehledy. Do Bradavy se Mítovský potok vlévá u Hořehled na 11,9 říčním kilometru v nadmořské výšce okolo 450 m.

### Větší přítoky
- Dožínský potok, zleva, ř. km 5,6

## Vodní režim
Průměrný průtok Mítovského potoka u ústí činí 0,19 m³/s.

## Mlýny
- Dolní mlýn – Mítov, Nové Mitrovice, okres Plzeň-jih, kulturní památka